# Başakşehir
Başakşehir 2009 óta Isztambul tartomány egyik körzete, melyet Küçükçekmece és Esenler egyes mahalléiból alakítottak ki. A 104 négyzetkilométeren elterülő kerületben főként lakóépületek találhatóak, a népesség 2008-ban 193 750 fő volt.